# Canoa/kayak ai Giochi della XX Olimpiade - K1 1000 metri maschile
La competizione del K1 1000 metri maschile di Canoa/kayak ai Giochi della XX Olimpiade si è disputata nei giorni dal 5 al 9 settembre 1972 presso il Regattastrecke Oberschleißheim di Oberschleißheim.

## Programma
| Data             | Round        | Nota                                            |
| ---------------- | ------------ | ----------------------------------------------- |
| 5 settembre 1972 | 3 Batterie   | I primi 3 in semifinale. I restanti ai recuperi |
| 7 settembre 1972 | 3 Recuperi   | I primi 3 in semifinale                         |
| 8 settembre 1972 | 3 Semifinali | I primi 3 in finale                             |
| 9 settembre 1972 | Finale       |                                                 |

## Risultati

### Batterie
| Pos. | Atleta            | Nazione        | 500 m   | Finale  | Nota  |
| ---- | ----------------- | -------------- | ------- | ------- | ----- |
| 1    | Ladislav Souček   | Cecoslovacchia | 1'57"73 | 4'04"07 | Q     |
| 2    | Rolf Peterson     | Svezia         | 1'57"34 | 4'04"76 | Q     |
| 3    | Dean Oldershaw    | Canada         | 2'00"46 | 4'07"52 | Q     |
| 4    | Edicto Gilbert    | Cuba           | 1'59"77 | 4'09"32 |       |
| 5    | Günther Pfaff     | Austria        | 2'01"36 | 4'10"17 |       |
| 6    | Bernd Guse        | Germania Ovest | 2'04"41 | 4'13"16 |       |
| 7    | John Oliver       | Gran Bretagna  | 2'02"94 | 4'18"53 |       |
| 8    | Tadamasa Sato     | Giappone       | 2'06"97 | 4'27"78 |       |
| -    | Vasil Chilingirov | Bulgaria       | 2'04"11 |         | Squal |

| Pos. | Atleta            | Nazione        | 500 m   | Finale  | Nota |
| ---- | ----------------- | -------------- | ------- | ------- | ---- |
| 1    | Jean-Pierre Burny | Belgio         | 1'57"66 | 3'58"89 | Q    |
| 2    | Géza Csapó        | Ungheria       | 1'58"22 | 3'59"88 | Q    |
| 3    | Ilkka Nummisto    | Finlandia      | 1'58"27 | 4'01"20 | Q    |
| 4    | Erik Hansen       | Danimarca      | 2'00"27 | 4'07"72 |      |
| 5    | Don Cooper        | Nuova Zelanda  | 2'01"37 | 4'12"45 |      |
| 6    | N'Gama            | Costa d'Avorio | 2'00"11 | 4'12"90 |      |
| 7    | Hermelindo Soto   | Messico        | 2'03"02 | 4'18"31 |      |

| Pos. | Atleta               | Nazione          | 500 m   | Finale  | Nota |
| ---- | -------------------- | ---------------- | ------- | ------- | ---- |
| 1    | Oleksandr Šaparenko  | Unione Sovietica | 1'59"03 | 4'02"60 | Q    |
| 2    | Joachim Mattern      | Germania Est     | 1'56"74 | 4'02"68 | Q    |
| 3    | Grzegorz Śledziewski | Polonia          | 1'57"25 | 4'03"40 | Q    |
| 4    | Ion Dragulschi       | Romania          | 2'01"09 | 4'04"17 |      |
| 5    | John Southwood       | Australia        | 2'01"09 | 4'12"93 |      |
| 6    | Mauro Chiostri       | Italia           | 2'03"87 | 4'15"75 |      |
| 7    | Robert Mitchell      | Stati Uniti      | 2'03"92 | 4'15"76 |      |
| 8    | Howard Watkins       | Irlanda          | 2'03"44 | 4'15"85 |      |

### Recuperi
| Pos. | Atleta         | Nazione       | 500 m   | Finale  | Nota |
| ---- | -------------- | ------------- | ------- | ------- | ---- |
| 1    | Don Cooper     | Nuova Zelanda | 1'56"96 | 4'02"48 | Q    |
| 2    | Edicto Gilbert | Cuba          | 1'56"01 | 4'04"45 | Q    |
| 3    | John Oliver    | Gran Bretagna | 1'57"96 | 4'04"69 | Q    |
| 4    | Mauro Chiostri | Italia        | 1'59"00 | 4'06"75 |      |

| Pos. | Atleta          | Nazione        | 500 m   | Finale  | Nota |
| ---- | --------------- | -------------- | ------- | ------- | ---- |
| 1    | Erik Hansen     | Danimarca      | 1'54"51 | 3'53"86 | Q    |
| 2    | John Southwood  | Australia      | 1'55"16 | 3'57"91 | Q    |
| 3    | Howard Watkins  | Irlanda        | 1'56"99 | 4'04"88 | Q    |
| 4    | Hermelindo Soto | Messico        | 1'56"87 | 4'12"65 |      |
| 5    | Bernd Guse      | Germania Ovest | 1'56"71 | 4'46"29 |      |

| Pos. | Atleta          | Nazione        | 500 m   | Finale  | Nota |
| ---- | --------------- | -------------- | ------- | ------- | ---- |
| 1    | Günther Pfaff   | Austria        | 1'55"81 | 4'01"07 | Q    |
| 2    | Ion Dragulschi  | Romania        | 1'56"30 | 4'01"40 | Q    |
| 3    | N'Gama          | Costa d'Avorio | 1'56"81 | 4'02"28 | Q    |
| 4    | Robert Mitchell | Stati Uniti    | 1'58"81 | 4'02"43 |      |
| 5    | Tadamasa Sato   | Giappone       | 1'59"93 | 4'11"48 |      |

### Semifinali
| Pos. | Atleta               | Nazione        | 500 m   | Finale  | Nota |
| ---- | -------------------- | -------------- | ------- | ------- | ---- |
| 1    | Géza Csapó           | Ungheria       | 1'52"74 | 3'54"96 | Q    |
| 2    | Grzegorz Śledziewski | Polonia        | 1'52"55 | 3'55"45 | Q    |
| 3    | Ladislav Souček      | Cecoslovacchia | 1'52"00 | 3'55"74 | Q    |
| 4    | John Southwood       | Australia      | 1'54"27 | 3'57"46 |      |
| 5    | Don Cooper           | Nuova Zelanda  | 1'55"91 | 4'01"97 |      |
| 6    | N'Gama               | Costa d'Avorio | 1'57"47 | 4'02"40 |      |

| Pos. | Atleta            | Nazione       | 500 m   | Finale  | Nota |
| ---- | ----------------- | ------------- | ------- | ------- | ---- |
| 1    | Erik Hansen       | Danimarca     | 1'52"78 | 3'51"12 | Q    |
| 2    | Jean-Pierre Burny | Belgio        | 1'51"97 | 3'52"06 | Q    |
| 3    | Joachim Mattern   | Germania Est  | 1'51"83 | 3'54"24 | Q    |
| 4    | Ion Dragulschi    | Romania       | 1'53"25 | 3'58"25 |      |
| 5    | Dean Oldershaw    | Canada        | 1'53"45 | 3'59"23 |      |
| 6    | John Oliver       | Gran Bretagna | 1'56"71 | 4'01"38 |      |

| Pos. | Atleta              | Nazione          | 500 m   | Finale  | Nota |
| ---- | ------------------- | ---------------- | ------- | ------- | ---- |
| 1    | Oleksandr Šaparenko | Unione Sovietica | 1'53"27 | 3'52"14 | Q    |
| 2    | Rolf Peterson       | Svezia           | 1'52"00 | 3'53"75 | Q    |
| 3    | Ilkka Nummisto      | Finlandia        | 1'53"20 | 3'54"48 | Q    |
| 4    | Günther Pfaff       | Austria          | 1'55"24 | 3'57"70 |      |
| 5    | Edicto Gilbert      | Cuba             | 1'56"63 | 3'59"77 |      |
| 6    | Howard Watkins      | Irlanda          | 1'58"26 | 4'00"77 |      |

### Finale
| Pos.    | Atleta               | Nazione          | 500 m   | Finale  | Nota |
| ------- | -------------------- | ---------------- | ------- | ------- | ---- |
| Oro     | Oleksandr Šaparenko  | Unione Sovietica | 1'51"58 | 3'48"06 |      |
| Argento | Rolf Peterson        | Svezia           | 1'50"27 | 3'48"35 |      |
| Bronzo  | Géza Csapó           | Ungheria         | 1'52"23 | 3'49"38 |      |
| 4       | Jean-Pierre Burny    | Belgio           | 1'51"23 | 3'50"29 |      |
| 5       | Ladislav Souček      | Cecoslovacchia   | 1'53"35 | 3'51"05 |      |
| 6       | Joachim Mattern      | Germania Est     | 1'53"12 | 3'51"94 |      |
| 7       | Erik Hansen          | Danimarca        | 1'53"65 | 3'52"15 |      |
| 8       | Grzegorz Śledziewski | Polonia          | 1'52"84 | 3'53"22 |      |
| 9       | Ilkka Nummisto       | Finlandia        | 1'53"26 | 3'54"10 |      |